# 第72回全国高等学校サッカー選手権大会
第72回全国高等学校サッカー選手権大会（だい72かいぜんこくこうとうがっこうサッカーせんしゅけんたいかい）は、1994年1月に行われた、全国高等学校サッカー選手権大会である。

## 概要
- キャッチフレーズ サッカー未来人

### 日程
- 開会式　1月1日
- 1回戦　1月2日
- 2回戦　1月3日
- 3回戦　1月4日
- 準々決勝　1月6日
- 準決勝　　1月7日
- 決勝　1月8日

### 使用会場
- 国立霞ヶ丘競技場陸上競技場（準決勝・決勝）
- 千葉県総合運動場陸上競技場（1回戦～準々決勝）
- 埼玉県大宮公園サッカー場（1回戦～準々決勝）
- 駒沢オリンピック公園陸上競技場（1回戦～3回戦）
- 三ツ沢公園球技場（1回戦～3回戦）
- 西が丘サッカー場（1回戦～2回戦）
- 三ツ沢公園陸上競技場（1回戦～2回戦）
- 習志野市秋津サッカー場（1回戦～2回戦）
- 浦和市駒場陸上競技場（1回戦～2回戦）

## 出場校
北海道・東北
- 北海道代表 登別大谷
- 青森県代表 光星学院
- 岩手県代表 盛岡商
- 宮城県代表 宮城工
- 秋田県代表 秋田経法大付
- 山形県代表 日大山形
- 福島県代表 磐城

関東
- 茨城県代表 水戸短大付
- 栃木県代表 矢板東
- 群馬県代表 前橋育英
- 埼玉県代表 武南
- 千葉県代表 市立船橋
- 東京都A代表 暁星
- 東京都B代表 修徳
- 神奈川県代表 桐光学園
- 山梨県代表 韮崎

北信越・東海
- 新潟県代表 東京学館新潟
- 富山県代表 富山一
- 石川県代表 金沢桜丘
- 福井県代表 丸岡
- 長野県代表 松商学園
- 岐阜県代表 岐阜工
- 静岡県代表 清水市商
- 愛知県代表 愛知
- 三重県代表 四日市中央工

近畿
- 滋賀県代表 守山北
- 京都府代表 洛南
- 大阪府代表 高槻南
- 兵庫県代表 神戸弘陵
- 奈良県代表 広陵
- 和歌山県代表 新宮

中国
- 鳥取県代表 米子東
- 島根県代表 出雲
- 岡山県代表 作陽
- 広島県代表 福山葦陽
- 山口県代表 多々良学園

四国
- 徳島県代表 徳島市立
- 香川県代表 高松商
- 愛媛県代表 南宇和
- 高知県代表 高知小津

九州
- 福岡県代表 東福岡
- 佐賀県代表 佐賀商
- 長崎県代表 国見
- 熊本県代表 熊本商大付
- 大分県代表 情報科学
- 宮崎県代表 鵬翔
- 鹿児島県代表 鹿児島実
- 沖縄県代表 那覇西

## 試合

### 1回戦
- 佐賀商 1 - 5 前橋育英
- 守山北 4 - 6 韮崎
- 新宮 1 - 1(PK4 -2) 金沢桜丘
- 高松商 2 - 1 光星学院
- 情報科学 0 - 0(PK2 -4) 登別大谷
- 那覇西 0 - 2 矢板東
- 作陽 2 - 0 秋田経法大付
- 熊本商大付 0 - 0(PK3 -1) 岐阜工

- 鹿児島実 3 - 0 盛岡商
- 四日市中央工 2 - 1 松商学園
- 徳島市立 1 - 0 富山一
- 米子東 0 - 2 桐光学園
- 広陵 0 - 3 丸岡
- 出雲 0 - 4 水戸短大付
- 高知小津 1 - 1(PK5 -6) 愛知
- 鵬翔 5 - 0 宮城工

### 2回戦
- 国見 3 - 1 東京学館新潟
- 前橋育英 3 - 2 韮崎
- 新宮 0 - 3 高松商
- 多々良学園 0 - 0(PK4 -2) 修徳
- 東福岡 3 - 1 磐城
- 登別大谷 4 - 0 矢板東
- 作陽 1 - 1(PK2 -4) 熊本商大付
- 高槻南 1 - 1(PK3 -2) 市立船橋

- 武南 1 - 1(PK6 -5) 南宇和
- 鹿児島実 2 - 0 四日市中央工
- 徳島市立 0 - 1 桐光学園
- 神戸弘陵 1 - 0 日大山形
- 福山葦陽 1 - 1(PK7 -6) 暁星
- 丸岡 1 - 1(PK2 -4) 水戸短大付
- 愛知 1 - 1(PK3 -4) 鵬翔
- 清水市商 2 - 0 洛南

### 3回戦
- 国見 2 - 1 前橋育英
- 高松商 1 - 1(PK1 -3) 多々良学園
- 東福岡 3 - 2 登別大谷
- 熊本商大付 1 - 1(PK4 -2) 高槻南

- 武南 0 - 1 鹿児島実
- 桐光学園 1 - 1(PK2 -4) 神戸弘陵
- 福山葦陽 1 - 0 水戸短大付
- 鵬翔 0 - 3 清水市商

### 準々決勝
- 国見 0 - 0(PK5 -3) 多々良学園
- 東福岡 2 - 1 熊本商大付

- 鹿児島実 2 - 0 神戸弘陵
- 福山葦陽 0 - 3 清水市商

### 準決勝
- 国見 8 - 0 東福岡
- 清水市商 2 - 2(PK5 -4) 鹿児島実

### 決勝
- 清水市商 2 - 1 国見

## 得点王
- 野見山秀樹 (鹿児島実) 5得点

## 主な出場選手
- FW
  - 安永聡太郎（清水市商→横浜M→リェイダ→横浜M→清水→横浜FM→フェロル→横浜FM→柏）
  - 船越優蔵（国見→G大阪→テルスター→G大阪→平塚/湘南→大分→新潟→東京V）
  - 城彰二（鹿児島実→市原→横浜M→バリャドリード→横浜M→神戸→横浜FC）
  - 堀井岳也（韮崎→青学大→甲府→山形→札幌→甲府→小樽F.C.）
- MF
  - 佐藤由紀彦（清水市商→清水→山形→FC東京→横浜M→清水→柏→仙台→長崎）
  - 遠藤彰弘（鹿児島実→横浜M→神戸）
  - 秋葉忠宏（市立船橋→市原→福岡→C大阪→新潟→徳島→草津→相模原）
  - 奥大介（神戸弘陵→磐田→横浜FM→横浜FC）
  - 中田英寿（韮崎→平塚）
- DF
  - 田中誠（清水市商→磐田→福岡）
  - 鈴木悟（清水市商→順大→C大阪→京都）
  - 河口真一（国見→明大→福岡）
  - 奥山達之（東京学館新潟→アップルスポーツカレッジ→新潟→JAPANサッカーカレッジ）
  - 葛野昌宏（登別大谷→平塚→新潟）
- GK
  - 川口能活（清水市商→横浜M→ポーツマス→ノアシェラン→磐田→岐阜→相模原）
  - 本田征治（徳島市立→中京大→名古屋→平塚→名古屋→神戸→草津）